# Boulton Paul Defiant
El Boulton Paul Defiant (Desafiador en anglès) era un avió interceptor anglès que va servir en la Royal Air Force (RAF), en el temps de la Segona Guerra Mundial, i es distingia dels altres avions de caça per l'estructura peculiar del seu armament, amb la seva torreta de quatre metralladores. Això, que en principi havia de fer-lo més efectiu, a la fi va actuar en contra seu. El Defiant en la pràctica es va demostrar més vulnerable als caces de la Luftwaffe com el Messerschmitt Bf 109, que eren més àgils i que ràpidament el van aprendre a atacar des del davant, o per sota, a on el seu armament era inoperant.

## Història
El Defiant va ser dissenyat i construït per la Boulton Paul Aircraft com una torreta volant, sense armes al davant. Va ser contemporani, en la Royal Navy, del Blackburn Roc. El concepte de torreta volant ve relacionat amb la Primera Guerra Mundial i l'avió Bristol F.2 Fighter.
A causa de la seva vulnerabilitat enfront dels caces enemics, va acabar sent transformat en caça nocturn, i va ser substituït en el seu paper pel Bristol Beaufighter i el De Havilland Mosquito. Finalment, el Defiant va ser usat com entrenador d'artillers, remolc de blancs, avió portador de contramesures electròniques (ECM), i com a rescat marítim. Entre els pilots de la RAF, tenia el mot de "Daffy", probablement el diminutiu de "Defiant".

## Disseny i desenvolupament

### Evolució

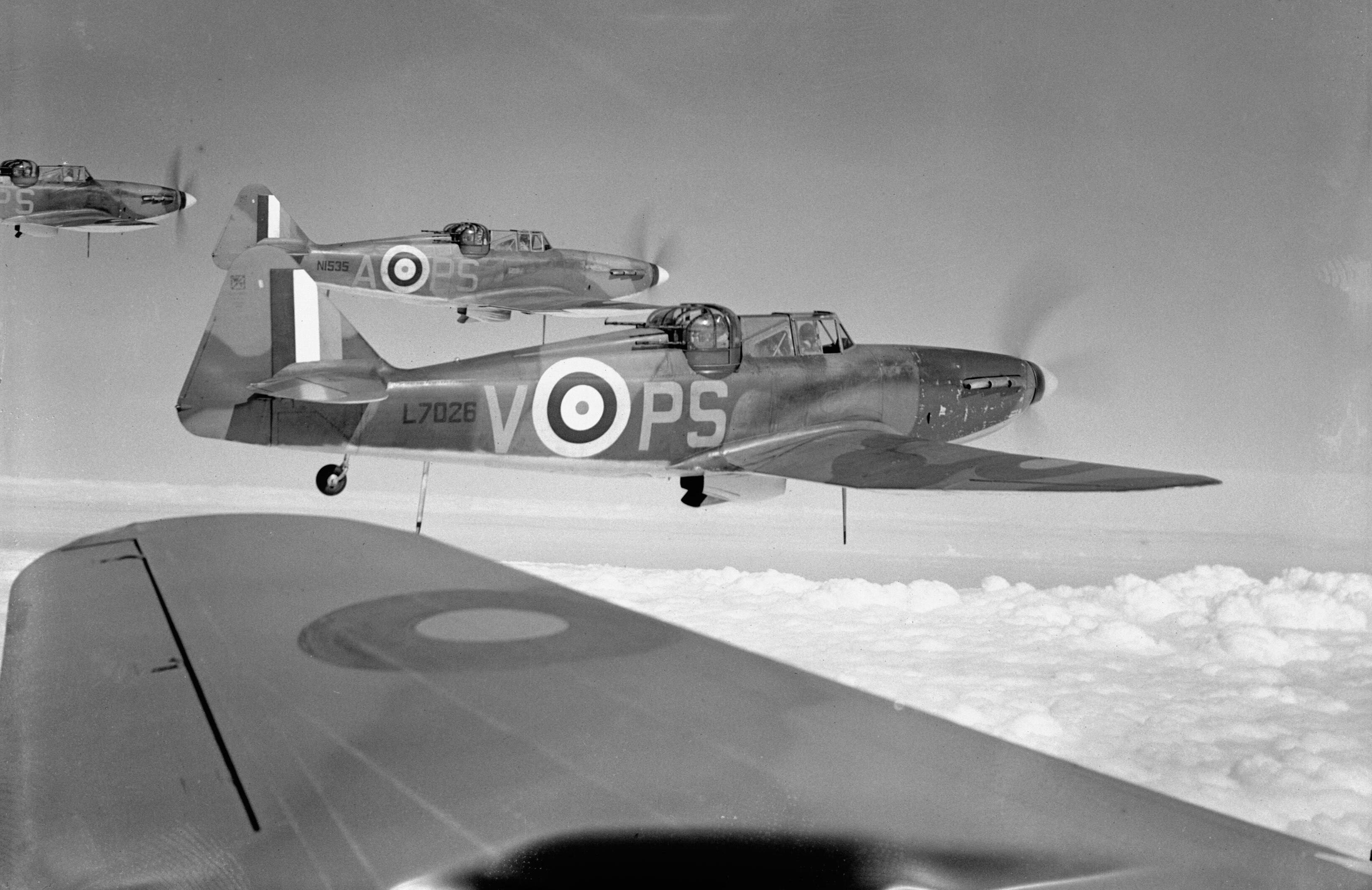
Un parell de Defiant del esquadró núm. 264 de la RAF. El cap d'esquadró o avió "A" es pot veure en la part de dalt de la imatge.

El concepte de torreta volant com avió defensiu, va sorgir en 1935, en el temps que la RAF preveia la defensa del territori anglès davant de grans masses de formacions de bombarders enemics sense escorta de cap tipus. Els avenços en el disseny d'avions durant els anys vint van donar com a resultat una generació de bombarders multi-motors, que eren molt més ràpids que els bombarders mono-motor i biplans que estaven en servei. La RAF creia que els bombarders armats amb torretes defensives, tals com el Vickers Wellington, serien capaços de penetrar l'espai aeri enemic i defensar-se a ells mateixos sense cap caça d'escorta, i també que la Luftwaffe alemanya tindria bombarders capaços de fer el mateix.
En teoria, la torreta volant es podria aproximar al bombarder enemic per sota o de costat i metrallar-lo amb comoditat. La separació de les tasques de pilotar i disparar sobre l'enemic permetria al pilot concentrar-se en situar l'avió perquè l'artiller pogués disparar a l'enemic en la posició més favorable. Prèviament, s'havien realitzat proves amb el Hawker Demon, amb un total de 59 biplans (transformats per Boulton Paul, sota subcontracte) equipats amb torretes posteriors motoritzades, quedant la resta per convertir.
El Ministeri de l'Aire anglès, en la seva especificació F.9/35, va demanar un avió biplaça capaç d'actuar tant de dia com de nit amb torreta volant capaç d'arribar als 467 km/h (290 mph) a 15,000 ft (4.572 m). Seguia a l'anterior F.5/33, que va ser un disseny experimental amb una torreta frontal. La F.5/33 va ser abandonada, ja que oferia poc més Als avions actuals, i el disseny de l'Armstrong Whitworth AW.34 va ser encomanat, però no es va arribar a completar.

### Antecedents el P.82
La Boulton Paul havia adquirit una considerable experiència amb les torretes de l'avió anterior el bombarder Boulton Paul Overstrand, presentat com el disseny P.82. Dels set dissenys de licitació, el P.82 va ocupar el segon lloc, però per davant del disseny bimotor d'Armstrong Whitworth. El Ministeri de l'Aire, va voler investigar la bondat dels dissenys, i va encarregar la construcció de 2 prototips de cada. El Departament del Tresor va accedir a set prototips (2 Hawker, 2 Boulton Paul, 2 Fairey and 1 Armstrong Whitworth). En realitat, només dos prototips van ser construïts, el P.82 i el de Hawker. Les ordres de fabricació es van preparar, però la torreta de Boulton Paul va atreure l'atenció del Ministeri de l'Aire. Els retards de Hawker, que estava enfocat a la producció del Hurricane, va fer que el P.82 rebés l'ordre de producció l'any 1937 i la del Hawker Hotspur fos cancel·lada en 1938.
El P.82 era un disseny monocasc (en què el recobriment actua com a element de resistència), i on les seccions estaven unides per cargols. Aquest sistema ja havia estat utilitzat per Boulton Paul en altres aeronaus. El disseny ja preveia uns buits per a petites bombes sota l'ala. Alguns dels treballs de desenvolupament de la seva oferta B.1/35 va ser traslladat al P.82
La característica principal del P.82 era la torreta de 4 metralladores basada en un disseny d'una companyia d'aviació francesa, la Societe d'Applications des Machines Motrices (SAMM, Societat d'Aplicacions de les Màquines Motrius), que havia autoritzat a Boulton Paul per a l'ús en el bombarder Boulton Paul Sidestrand (predecessor del Overstrand). Aquest disseny havia sigut instal·lat en el morro del Boulton Paul Overstrand i en la mateixa posició (la central) en l'avió naval Blackburn Roc. La torreta Tipus A era governada per un sistema electre-hidràulic en el pla vertical, i en el pla horitzontal era de moviment mecànic i funcionava amb manovella. Aquesta torreta estava equipada amb 4 metralladores Browning M1919 de 7,7 mm. El fuselatge estava equipat amb carenats que ajudaven a mitigar la resistència aerodinàmica de la torreta. Aquests eren retirats dintre del fuselatge per mecanismes neumàtics, per deixar la torreta lliure per fer les rotacions. Les metralladores eren disparades elèctricament, i tenien un sistema d'anells que no permetien que els trets impactessin sobre el disc de l'hèlix o el mateix timó de direcció. L'artiller de la torreta podia girar directament cap endavant i transferir el control de tir de les metralladores al pilot, amb les armes disparant al llarg de cada costat de la carlinga. No obstant això, en la pràctica rarament es duia a terme, ja que d'inclinació mínima era de 19º i el pilot no disposava de punt de mira.
L'escotilla de l'artiller era a la part posterior de la torreta, fet pel qual havia de girar-se a un costat per permetre l'entrada i sortida. Com que no hi havia espai suficient a la torreta perquè l'artiller pogués portar cordat el paracaigudes del tipus motxilla, se'ls va proporcionar un especial, "tot en una peça" de vestir anomenat el "vestit de rinoceront". Citant Frederick Gus Platts, artiller aeri en els esquadrons 230, 282 i 208, "El vestit de rinoceront que havíem de portar en el Defiant era un os, però no hi havia una altra alternativa, tot i que va matar a dotzenes de nosaltres. Me n'he oblidat detalls, però no podíem asseure'ns en el tobogan o fins i tot mantenir-nos a prop, com en altres torres, pel que portaven una capa interna -tot en un- que s'ajustava una mica com un vestit de neoprè d'avui. El paracaigudes col·locat al voltant d'aquest, i després el pot i la roba exterior. No hi havia cinta interior i butxaques que, literalment, es va enfonsar (presumeixo) quan un havia de llençar-se en paracaigudes".
El primer prototip del P.82 (matricula K8310) es va posar en marxa en el 1937 sense la seva torreta, semblant al Hawker Hurricane, tot i que com a mínim era 680 kg més pesant. Una neta, senzilla i la compacta estructura d'un monoplà s'havia aconseguit amb un tren d'aterratge retràctil dintre d'una secció d'ala. El cockpit i la torreta del darrere van ser carenats en una secció del fuselatge aerodinàmic superior. El tanc de combustible es va dur a la secció central de l'ala, al llarg de la part ventral hi havia el radiador de refrigeració i fins aquí la semblança amb el Hawker. Amb un motor Rolls-Royce Merlin de 1.030 CV (768 kW), el prototip del recentment nomenat "Defiant", alça el vol per primer cop l'11 d'agost de 1937, gairebé un any abans del Hawker Hotspur. Un segon prototip, el K8620 equipat amb una torreta va ser modificat amb antenes telescòpiques de ràdio, revisió de la coberta i canvis en les plaques de carenat del tren d'aterratge.
Completant les proves d'acceptació amb la torreta instal·lada, es va cercar la velocitat màxima, que va quedar establerta en 486 km/h i en conseqüència va ser declarat vencedor de la competició de la torreta volant. A part de canvis de detalls, la producció del Defiant Mk I era igual als 2 prototips. Com que a Boulton Paul estaven ocupats en la producció del Blackburn Roc (similar al Defiant però embarcat), l'entrada en servei del Defiant es va veure retardada fins al punt que només tres avions havien arribat a la RAF pel començament de la guerra. El Mk I va ser equipat amb el Rolls Royce Merlin III (1.030 CV o de 1.160 CV) en total es van fabricar 713 avions d'aquest tipus.

### Prototip P.85
El prototip P.85, va ser la resposta de Boulton Paul, en resposta a l'especificació O.30/35 per obtenir una torreta volant naval. Una versió del Defiant per la Fleet Air Arm (FAA, branca de la Royal Navy); que havia de tenir un fuselatge més profund i slats adequats per les velocitats d'aterratge més baixes, requerides per actuar en un portaavions. El motor podia ser un Bristol Hercules en estrella o el Merlin. Malgrat una major velocitat màxima estimada, va ser seleccionat el Blackburn Roc. Amb la Blackburn treballant en la producció d'altres projectes, els detalls del disseny i la producció del Roc va recaure en Boulton Paul. la FAA només va utilitzar el Defiant en la versió de remolcador de blancs.

### Prototip P.94
El primer prototip de Defiant, en principi, no havia estat equipat amb una torreta i per tant, tenia una velocitat màxima impressionant. En 1940, Boulton Paul va treure la torreta en el prototip demostrador, i va canviar l'armament per un de fix, basant-se en components del Defiant. L'armament ofert consistia en 12 metralladores Browning de 7,7 m/m (sis per ala) o 4 canons Hispano-Suiza HS.404 de 20 mm, reemplaçant a 8 de les Browning. L'armament podia estar encarat avall per atacar a terra. En aquest temps, la RAF tenia suficients quantitats de Hawker Hurricane i Supermarine Spitfire i no requeria un nou avió de caça. Amb una velocitat punta calculada per sobre dels 579 km/h a 21.700 ft (6.614 m.), el P.94 era més ràpid que el seu contemporani Spitfire, però tanmateix menys maniobrable.

## Característiques del (Mk I)[14]
| Mides exteriors | Mides exteriors                                           |
| --- | --------------------------------------------------------- |
| longitud total | = 10,77 m                                                 |
| Amplada total | = 11,99 m                                                 |
| Alçaria | = 3,46 m                                                  |
| Superfície alar | = 23,2 m²                                                 |
| Pes vuit | = 2.763 kg                                                |
| Pes màxim a l'envol | = 3.909 kg                                                |
| Prestacions |                                                           |
| Motor | = Rolls-Royce Merlin III                                  |
| Característiques | = sobrealimentat, refrigeració líquida, 12 cilindres en V |
| Potència | = 1.310 CV a 3.000 RPM al nivell de 2.700 metres          |
| Velocitat màxima | = 264 kn (knots), 489 km/h                                |
| Autonomia de combat | = 749 km                                                  |
| Autonomia màxima | = 1.78 hores.                                             |
| Sostre | = 19.250 metres                                           |
| Velocitat d'ascens | = 9,65 m/s                                                |
| Carga alar | = 181,97 Kg/m/m²                                          |
| Relació potència/pes | = 204 W/kg                                                |
| Armament |                                                           |
| - 4 metralladores Browning M1919 de calibre 7,7 mm (.303 British) muntades en una torreta dorsal moguda hidràulicament, de 600 cartutxos. |                                                           |

## Història operacional

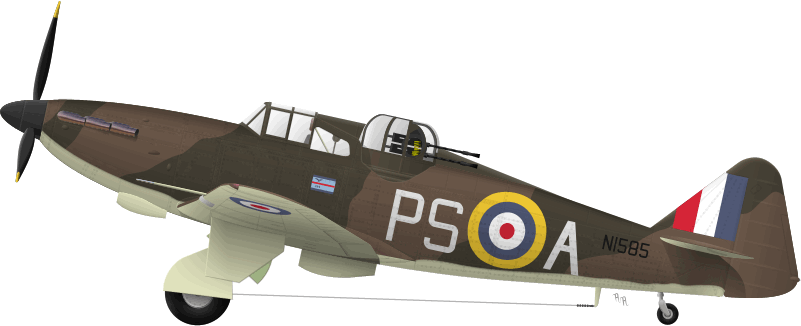
El Defiant Mk. I N1585, PS-A de l'esquadró núm. 264 de la RAF, en l'aeroport de la RAF a Kirton de Lindsey (comtat de Lincolnshire), en Juliol de 1940.

L'octubre de 1939 l'esquadró núm.264 de la RAF, va ser reformat a l'aeroport de la RAF de Sutton Bridge (comtat de Lincolnshire), per començar a operar amb els Defiant. Iniciant l'entrenament i el desenvolupament de les tàctiques inicials de combat amb altres avions, només van rebre els primers Defiant prop del mes de Desembre a l'aeroport de Martlesham Heath. Els combats nocturns es van començar a entrenar en febrer de 1940. L'esquadró provava les seves tàctiques amb bombarders mitjans anglesos, com els Handley Page "Hampden" i els Bristol Blenheim. Amb l'esquadró núm. 264, volava a vegades el posterior comandant de l'ala (grup que reuneix a diversos esquadrons anglesos) Robert Stanford Tuck en un Spitfire mostrant com els Defiant podien defensar-se a si mateixos volant en cercles, i guardant la seva velocitat alta. Pel març, l'esquadró núm. 264 va tenir els dos primers vols operacionals amb els Defiant, i l'esquadró núm. 141 va rebre el primer Defiant. Quan el Defiant va ser presentat per primera vegada en públic, la RAF va llençar una campanya de desinformació, assegurant que el Defiant tenia 21 armes, per exemple 4 metralladores en la torreta, i 14 en les ales més 3 canons en el morro.
La primera sortida operacional va ser el 12 de maig de 1940. Els Defiant van volar amb 6 Spitfire del esquadró núm. 66, i un Junkers Ju 88 va ser abatut sobre Països Baixos. L'endemà, durant una patrulla repetida, com la primera, els Defiant van afirmar haver abatut 4 Junkers Ju 87, però van ser atacats per Messerschmitt Bf 109E. L'escorta de Spitfires van ser incapaços d'evitar el foc enemic i 5 dels 6 Defiant van ser abatuts amb atacs frontals.
Durant l'evacuació de les forces expedicionàries angleses de Dunkerque, va ser desplaçat a l'aeroport de la RAF de Manston (comtat de Kent), i només un dels 16 esquadrons del grup núm. 11 estava disponible per cobrir l'evacuació. En el grup 27è de l'esquadró núm. 264 van reclamar haver abatut 3 Heinkel He 111 i 2 més danyats. En el grup 28è, poc després de l'enlairament, 10 Defiant van ser atacats per a prop de 30 Bf 109 i formant un cercle, 6 avions alemanys van ser reclamats amb la pèrdua de 3 Defiant.
El Defiant va tenir un èxit inicial contra els avions enemics. El millor dia va ser el 29 de maig de 1940, quan l'esquadró núm. 264 va reclamar 37 morts en dues sortides, 19 Junkers Ju 87 Stuka, bombarders en picat interceptats durant el seu enlairament, després de bombardejar, 9 Messerschmitt Bf 110 bombarders pesants de dos motors, 8 Bf 109 i un Junkers Ju 88. Només un artiller de Defiant es va perdre, quan el seu avió va ser tocat, i va poder retornar a la base per ser reparat.
En principi, els avions de la Luftwaffe van sofrir pèrdues, quan els seus avions "encaraven" els Defiant pel darrere, ja que els confonien amb els Hurricane. Els pilots alemanys no eren conscients que era un Defiant i es trobaven amb tot el foc defensiu al darrere de l'avió. Amb el canvi de les tàctiques de la Luftwaffe, s'aprofitaven de la poca maniobrabilitat del Defiant i l'atacaven per davant o per la part de sota i per darrere, a on el foc de la torreta no era efectiu. Les pèrdues del Defiant va pujar ràpidament, sobretot entre els artillers que sovint no podien sortir dels avions tocats. El pes addicional de la torreta, i del segon ocupant, sumat a la pitjor penetració aerodinàmica, deguda a la mateixa torreta, gravaven les prestacions del Defiant, enfront dels avions tradicionals de l'època. D'acord amb el llibre The Turret Fighters (Les torretes volants) de l'historiador de l'aviació Alec Brew, l'esquadró núm. 264 va desenvolupar una tàctica per enfrontar-se a altres aeronaus d'un sol seient, com ara el Bf 109. En volar en un Lufberry circle en constant descens, permetien als equips de Defiant que sacrificant l'avantatge de l'altura, eliminaven la possibilitat d'un atac des de baix, alhora que obtenien 360° de foc defensiu. Aquesta tàctica era utilitzada pels Defiant de l'esquadró núm. 264 i també els de l'esquadró núm. 141 es van comprometre a lluitar, amb aquesta, a uns pocs mesos més tard, durant la batalla d'Anglaterra, si s'optava per ignorar el seu consell, les conseqüències eren devastadores. El 19 de juliol de 1940, set dels nou Defiant de l'esquadró núm. 141, que estaven fent la cobertura d'un comboi a Folkestone van ser abatuts per avions Bf 109 del Jagdgeschwader 51 i dels dos sobrevivents, un mal danyat, després de la intervenció dels Hurricane del esquadró núm. 111, van reportar que els Defiant havien abatut 4 Bf 109. No obstant això, l'esquadró núm. 264, va reclamar 48 morts en vuit dies sobre Dunkerque, amb l'alt cost de 14 Defiant perduts. Les pèrdues reals alemanyes no eren més de 12 o 15 avions, el que succeïa en realitat era que, degut a la mobilitat de la torreta del Defiant, provocava que el mateix objectiu fos encarat per diversos aparells; cosa que donava que un mateix abatiment fos reclamat per diversos avions.
L'esquadró núm. 264 va perdre 3 avions el 26 d'Agost (dos abatuts per l'As Coronel Günther Lützow del Jadgeschwader 3), i cinc el 28 d'agost (a càrrec del  Jadgeschwader 26), amb la mort de nou dels seus tripulants. Amb aquestes pèrdues, el Defiant, que ja es va concebre com avió atacant de nit i de dia, va ser transferit a vols nocturns i aquí, el Defiant sí que va aconseguir alguns èxits.
Durant els vols nocturns, atacaven els bombarders enemics per baix, en una maniobra similar la que després seria denominada pels alemanys com a Schräge Musik. Els Defiant atacaven amb més freqüència a partir d'una mica més endavant o cap a un costat, en lloc de directament des de sota de la cua. Durant l'hivern en el Blitz sobre Londres del 1940–41, els Defiant que equipaven quatre esquadrons, van abatre més avions enemics que altres tipus d'aparells. El concepte de Torreta volant no va ser immediatament descartat, i torretes del tipus Defiant, van ser adequades pel Bristol Beaufighter i el Mosquito actuant com a caces nocturns, es tractava de permetre de duplicar aquests mètodes en aquests avions, però l'efecte va ser dràstic sobre el rendiment, i la idea va ser abandonada. El Defiant Mk II va ser equipat amb el radar d'intercepció AI Mk IV airborne i el motor Rolls-Royce Merlin XX, d'aquest model es van construir un total de 207 Defiant Mk II.
Després de proves en 1940 amb l'Escola de cooperació de l'Armada (School of Army Co-operation) per avaluar les seves capacitats en el paper d'entrenador d'alta velocitat, el Ministeri de l'Aire, va permetre la continuació de la fabricació. Però el Defiant va ser rellevat de les tasques de combat en 1942, per dedicar-se a entrenament, remolc de blancs, contramesures electròniques i tasques de rescat d'aviadors en el mar.
Dos tipus de contramesures electròniques van ser dutes a terme pel Defiant, ambdues en contra del radar d'alerta primerenca alemany Freya. El primer sistema desplegat, el "Moonshine", consistia a retransmetre senyals de radar, que simulaven grans formacions d'avions. Com que cada transmissor de "Moonshine" només cobria una part de les freqüències del Freya, una formació de vuit Defiant era necessària per donar una aparença de 100 avions. Com que la formació necessària era en el sistema de vol, només es podia volar utilitzant la llum del dia, la qual podia atreure els caces alemanys, deixant una altra àrea relativament lliure per un bombardeig britànic. Aquests "Deures Especials de Vol, va ser posat a punt en el Maig de 1942 per calibrar l'equip de contramesures, finalment el "Moonshine" va ser usat per primera vegada, amb caràcter de test, el 6 d'agost de 1942. En conseqüència va ser usat de manera operacional com a part de la distracció el 19 d'Agost, en suport del Dieppe Raid. El vol es va convertir en rutina de l'esquadró núm. 515 l'1 d'octubre de 1942, les operacions amb el "Moonshine" van continuar fins al Novembre de 1942.
L'esquadró núm. 515 va continuar les operacions amb el segon sistema de contramesures, el "Mandrel", que consistia en un soroll pertorbador, que aclaparava el senyal del Freya. Un sol Defiant era enviat a una posició orbital a uns 80 km de la costa enemiga. Amb l'ús de nou avions a uns 320 km, es podia fer amb la cobertura de radar dels alemanys. L'esquadró núm. 515 va volar la primera missió d'ús del Mandrel la nit del 5/6 de desembre de 1942, continuant amb el seu ús per a llançar operacions fins a la primavera de 1943, quan van començar a rebre els bimotors Bristol Beaufighter que tenien més abast i podien portar més equipament electrònic. El Defiant va volar l'última missió d'interferència el 17 Juliol de 1943, amb un sol avió perdut, quan van ser enviats quatre de nit.
En la missió de rescat aire-mar, el Defiant era equipat amb un parell de beines que contenien estris per al salvament naval. Uns 140 avions addicionals Defiant Mk III van ser construïts. Aquest model no tenia la torreta dorsal i va ser utilitzat com un remolcador de blancs. Molts dels sobrevivents Defiant Mk I i Mk II els van retirar la torreta.
En la versió final de la variant com a remolcador de blancs, va acabar amb una sèrie de missions a l'estranger amb els serveis de la RAF i la Fleet Air Arm (Royal Navy) en el Mig Est, Àfrica i l'Índia. Altres desplegaments es van produir al Canadà, a on el Defiant va ser usat en les dues tasques, com a remolcador de blancs i entrenador amb la British Commonwealth Air Training Plan (Pla d'Entrenament Aeri de la Commonwealth Anglesa).
El Defiant també va ser utilitzat per feines "especials", incloent-hi avaluacions tàctiques amb la Gunnery Research Unit (Unitat de Recerca d'Armament) de l'Air Fighting Development Unit (AFDU, Unitat de Desenvolupament Aeri) a l'aeroport de Farnborough (comtat de Hampshire). Dos Defiant van ser preparats per les proves de desenvolupament del Seient projectable; to R Malcolm Ltd and Martin-Baker. L'11 de maig de 1945, Martin-Baker va usar el Defiant, DR944, per provar la primera projecció de seient, amb el llançament de dummys.
El darrer lloc a on es va utilitzar el Defiant de manera operacional va ser a l'Índia, on es va fer servir com a remolcador de blancs.

## Variants
- Defiant Mk I

Avió de dues places equipat amb Torreta Volant construït per servir en la RAF, equipat amb un motor Rolls-Royce Merlin III de 1.030 CV, construïts 723 aparells.
- Defiant NF Mk I

Defiant Mk I convertit en caça nocturn.
- Defiant NF Mk IA

NF Mk I amb radar d'intercepció Airborne.
- Defiant ASR Mk I

Versió del Mk I carregat amb beines d'estris de salvament naval.
- Defiant TT Mk I

Defiant Mk II convertit en remolc de blancs. Es van reconvertir 150 aparells.
- Defiant Mk II

Avió de caça nocturn de dos tripulants, equipat amb Torreta Volant. Fet servir per la RAF. Equipat amb motor Rolls-Royce Merlin XX de 1.280 CV. També portava muntat el radar d'intercepció AI Mk IV airborne. Construïts 210 aparells.
- Defiant TT Mk III

Dedicats a remolc de blancs, no portaven Torreta Volant. Construïts 140 aparells de nou.

## Sobrevivents

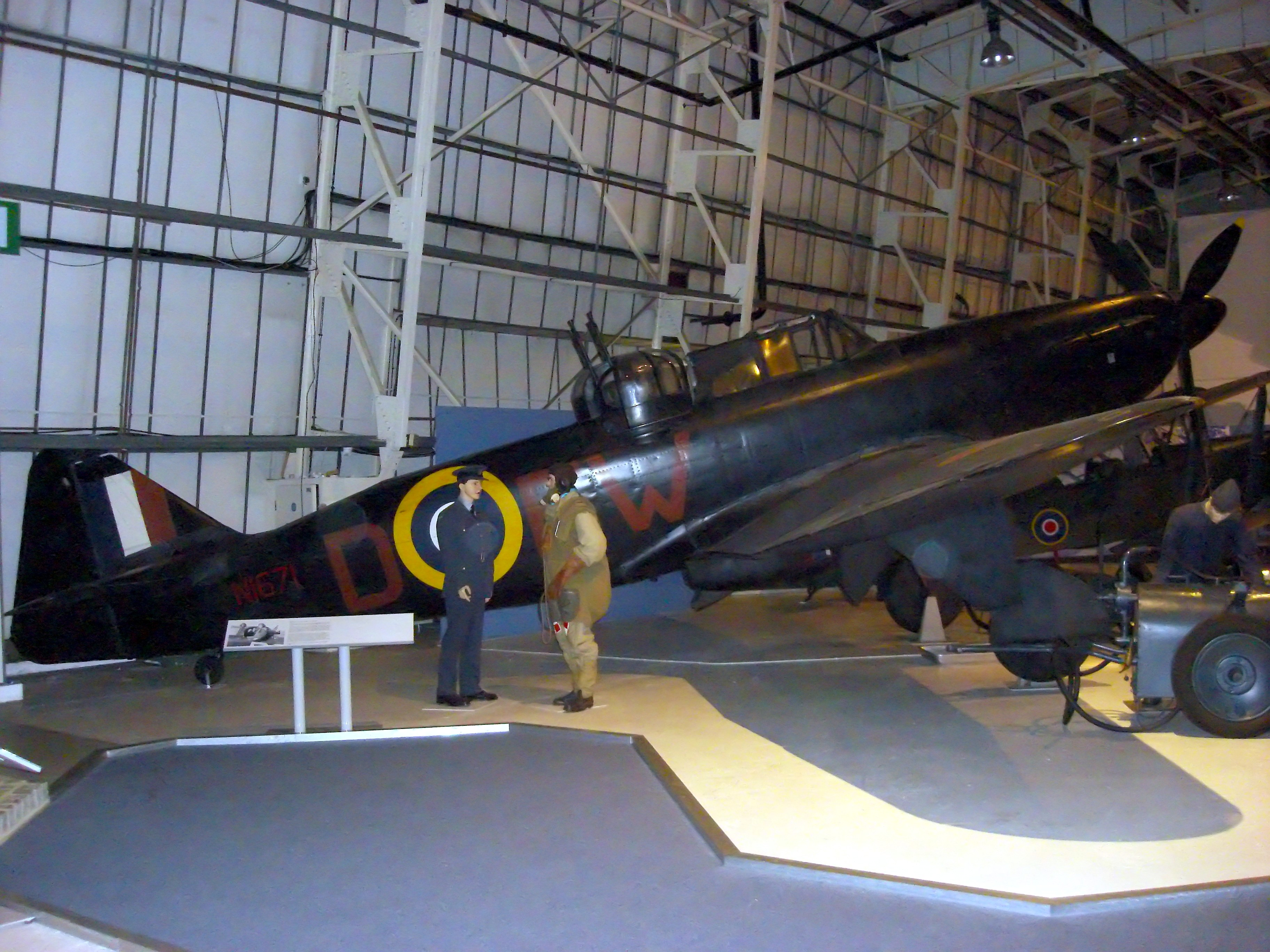
Defiant matrícula N1671, en el RAF Museum de Londres, foto del 2008

Només hi ha un sol sobrevivint sencer de Defiant, i és del Tipus Mk1, amb matrícula N1671 i està exposat com a caça nocturn, en el Royal Air Force Museum de Hendon, a Londres. Va ser lliurat per l'esquadró núm. 307 de caça nocturna polonesa, al Museu de la RAF Kirton in Lindsey (comtat anglès de Lincolnshire), el 17 de setembre de 1940 amb tres altres Defiant. Va ser traspassat a l'esquadró núm. 153, a la fi d'Octubre del 41 i a l'esquadró núm. 285 en 1942. En 1954 va ser identificat com avió històric per emmagatzemar i passat al Museu de la RAF en 1971.
L'avió va ser mogut el 20 de maig del 2009 cap a l'aeroport de Rochester, on havia de ser restaurat per la Medway Aircraft Preservation Society (MAPS).
Les parts principals dels altres dos Defiant sobrevivents, matrícules N1766 i N3378, eren del Tipus Mk I.

### Avions similars
- Blackburn Roc
- Hawker Hotspur
- Bell YFM-1 Airacuda
- Boulton Paul P.92